# Kinga Jurek
Kinga Jurek (ur. 2 czerwca 1977) – polska judoczka.
Była zawodniczka klubów: KSZO Ostrowiec Świętokrzyski (1991-1995), UMKS Ostrowia Ostrowiec Świętokrzyski (1996), KS AZS AWFiS Gdańsk (1996-2002). Czterokrotna medalistka mistrzostw Polski seniorek: srebrna (1995 w kategorii do 56 kg) i trzykrotna brązowa (1997 w kategorii do 61 kg, 1999 i 2001 w kategorii do 63 kg). Ponadto m.in. mistrzyni Polski juniorek 1995.